# Félix Oroz
Félix Oroz (Zaragoza, 1813-Maella, 1876) fue un escultor español.

## Biografía
Nacido en 1813 en Zaragoza, estuvo dedicado en su juventud a un oficio mecánico, hasta que terminada la primera guerra carlista, en la que participó, se matriculó como alumno en la Academia de San Luis de su ciudad natal. Dicha corporación premió sus obras, entre las que se incluían un Mercurio, una Estatua ecuestre del general Palafox, un relieve representando la Muerte de Epaminondas, y un asunto mitológico, con varias medallas y menciones, y le confió además en 1848 la dirección de las Escuelas de dibujo.
Fueron obras suyas la restauración interior de la iglesia de San Pablo y la de los púlpitos de la catedral de Huesca; la conclusión y colocación, por encargo de su amigo Ponzano, en la basílica del Pilar, del mausoleo del general Ena; el proyecto de los tres grandes medallones que hay en el citado templo; los aparatos que se colocaban en la solemnidad de las Cuarenta Horas en las iglesias de San Gil y San Pedro; varios bustos de personas conocidas en Zaragoza, y entre ellos los del general Espartero y el arzobispo de Zaragoza, modelado en pocas horas y sin haber tenido a la vista el original; así como diferentes figuras para los pasos de Semana Santa, por encargo de pueblos de la provincia. Sus escenas de corridas de toros y caricaturas, para cuyo género habría tenido especial habilidad, llevaban, en opinión de Ossorio y Bernard, «un sello de originalidad que los hace muy apreciables; pero no pueden menos de resentirse de la falta de educación artística de su autor, que por falta de recursos tuvo que dedicarse á modelar antes de haber dibujado todo lo necesario». También realizó figuras para las comparsas de gigantes y cabezudos de Zaragoza.
Se dedicó con éxito a la construcción de muebles rústicos, por la artística combinación de los troncos y raíces que empleaba, entre ellos la mesa y el tocador, formados con raíces de viña, que figuraron en la Exposición Internacional de Bayona. En la exposición celebrada por el Ateneo zaragozano presentó a Jesucristo en la Cruz. En 1875 ejecutó un grupo alegórico representando las glorias bélicas de Zaragoza. El 30 de junio de 1872 fue nombrado unánimemente académico de la de San Luis de Zaragoza, por «el especial ingenio que revelan las obras procedentes de su fácil cincel y la popularidad que las mismas se granjean». Falleció en 1876 en la localidad zaragozana de Maella.